# Antoni Malecki
Antoni Malecki (in russo: Анто́ний Ио́сифович Мале́цкий; San Pietroburgo, 17 aprile 1861 – Varsavia, 17 gennaio 1935) è stato un vescovo cattolico russo, vittima della persecuzione dei cristiani in URSS.

## Biografia
Monsignor Antoni Malecki nacque a San Pietroburgo il 17 aprile 1861 in una famiglia nobile di origine polacca; era secondogenito di un colonnello dell'Esercito imperiale russo.

### Formazione e ministero sacerdotale
Nel 1884 fu ordinato presbitero. In seguito fu vicario parrocchiale della parrocchia di Sant'Antonio a Vicebsk dal 1884 al 1885 e vicario parrocchiale della cattedrale di Minsk dal 1885. Era molto impegnato nel sociale. Dopo la morte del rettore della cattedrale fu chiamato a succedergli. Le autorità russe reagirono negativamente a questo e nominarono un'altra persona. Questa volta era però la Chiesa a non essere d'accordo. Padre Malecki fu arrestato con l'accusa di aver rifiutato di consegnare le chiavi della chiesa "per un controllo" e condannato all'esilio nella provincia di Orenburg. La pena venne poi commutata in tre anni di isolamento in un monastero in Lettonia. Più tardi, il periodo di isolamento fu ridotto a due anni. Scontata la pena si trasferì a San Pietroburgo.
Impressionato dalla tristissima condizione delle famiglie povere, decise di consacrare la propria vita ai ragazzi diseredati. Si recò perciò a Torino, per imparare il metodo educativo dei salesiani. Nel 1887 venne nominato vicario parrocchiale della parrocchia di San Stanislao a San Pietroburgo. Lì aprì un rifugio per ragazzi e istituì una scuola di artigianato e un liceo che fu nazionalizzato nel 1918. A quel tempo, quasi 400 bambini di famiglie povere e orfani erano affidati alle sue cure. Gli adolescenti erano impegnati in diversi laboratori: carpenteria, rilegatura di libri, carpenteria metallica e fonderia. Nel 1900 venne costruito un ampio edificio in pietra dotato di attrezzature moderne. Nel 1905 riuscì a raccogliere il denaro necessario per acquistare un terreno nel bosco nei sobborghi di Luga, dove costruì una colonia per i bambini di salute cagionevole. Nel 1912 viene costruita una grande casa di cinque piani, sempre per la formazione dei giovani. Nel 1915 aprì vicino a Pskov una scuola per insegnare ai bambini professioni agricole. L'istituto venne intitolato a San Giovanni Bosco. Venne nominato canonico onorario.
Yanina Doinikova nelle sue memorie parlò di padre Malecki:
A Pietrogrado fondò l'Associazione dei democratici cristiani.
La rivoluzione bolscevica distrusse ciò che con tanta passione padre Malecki aveva costruito. Tutto venne nazionalizzato e le istituzioni educative dichiarate fuori legge. Nel 1921 divenne rettore di un seminario clandestino. Nel 1922 l'Armata Rossa vinse la guerra civile russa. Presto iniziarono le persecuzioni delle comunità cristiane, ortodosse o di altro tipo.
Nel marzo del 1923 fu arrestato insieme a un folto gruppo di chierici cattolici e condannato a tre anni di prigione dopo un processo svoltosi a Mosca. In prigione, subì un attacco di cuore. Nel 1925 fu rilasciato e nel gennaio del 1926 tornò a Leningrado. Dopo il suo rilascio, venne nominato parroco della parrocchia di Santa Caterina a San Pietroburgo e vicario generale dell'Mahilëŭ.
Preoccupato per la situazione, papa Pio XI mandò in Unione Sovietica il gesuita Michel d'Herbigny che, passando per Berlino, fu segretamente consacrato vescovo dal nunzio apostolico Eugenio Pacelli. La missione di monsignor d'Herbigny era entrare con qualsiasi pretesto in Russia e consacrare diversi vescovi e amministratori apostolici per ricostituire una gerarchia cattolica, anche se clandestina.

### Ministero episcopale
Il 12 agosto 1926 monsignor d'Herbigny lo nominò amministratore apostolico di Leningrado e vescovo titolare di Dionisiana. Ricevette l'ordinazione episcopale lo stesso giorno da monsignor d'Herbigny, coconsacrante l'amministratore apostolico di Minsk e Mahilëŭ Boļeslavs Sloskāns e con l'assistenza di padre Maurice Jean-Baptiste Amoudru.
Fu perseguitato dalle autorità, ma, nonostante questo, tentò altre due volte di organizzare un seminario clandestino. Nella biografia di monsignor Malecki si dice questo delle sue attività:
Nel 1927, sotto la pressione delle autorità, fu costretto a partire per Arcangelo ma presto tornò. Nel 1928, credendo prossimo il suo arresto, ordinò segretamente vescovo Teofilius Matulionis, nominandolo suo vice. Tuttavia, il vescovo Matulionis fu arrestato prima di lui.
Nel novembre del 1930 fu arrestato, accusato di attività antisovietica e di tenere rapporti con le alte gerarchie ecclesiastiche all'estero e condannato a tre anni di confino nella Siberia Orientale, nella regione di Irkutsk. In una lettera da lui scritta si legge:

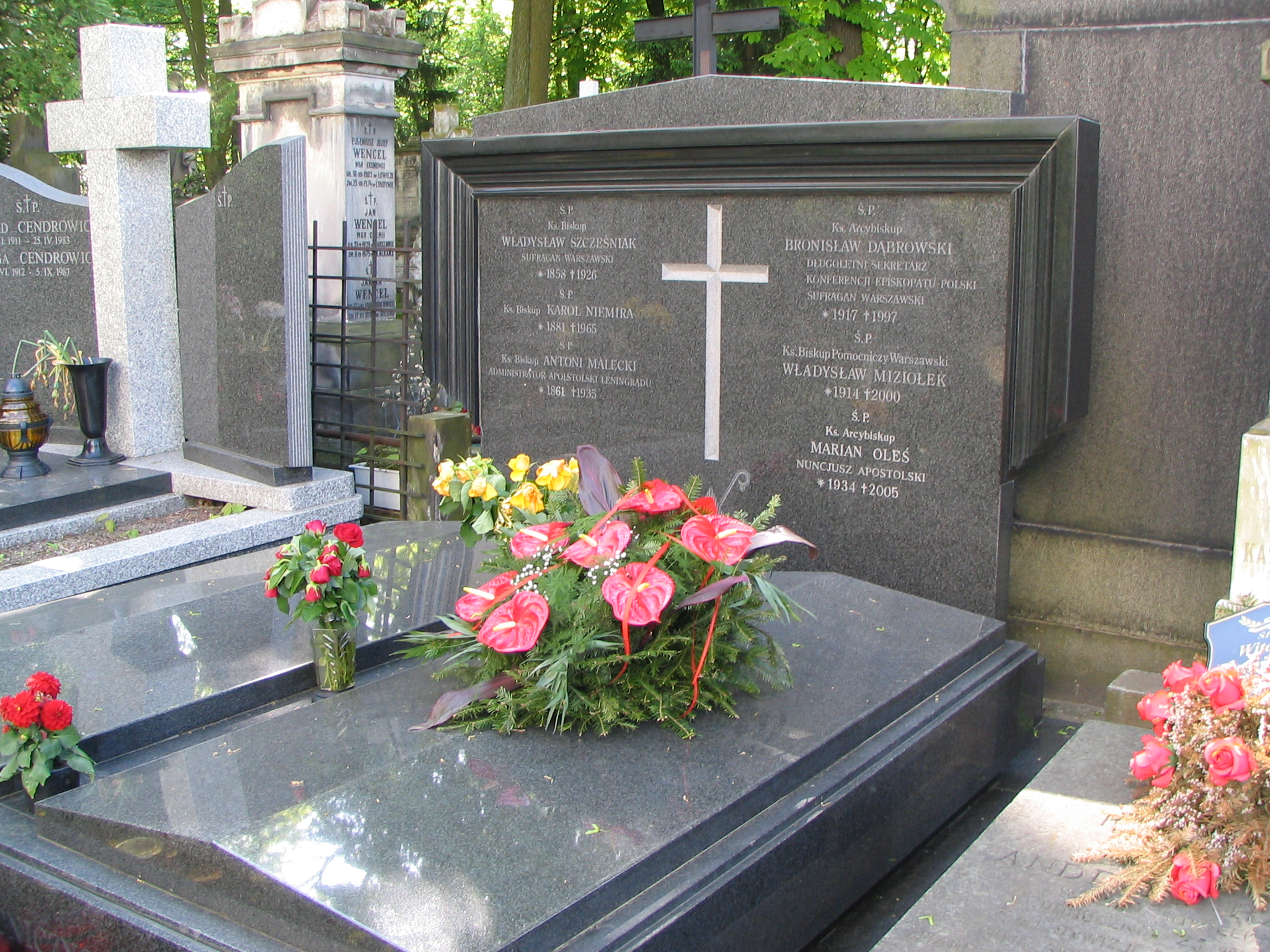
Tomba di monsignor Antoni Malecki nel cimitero Powązki di Varsavia.

Nonostante il rispetto da parte della popolazione locale dei buriati (che chiamavano il vescovo "nonno"), la sua vita in esilio era difficile e si ammalò gravemente.
Nel febbraio 1934, l'ambasciata polacca ottiene che il vescovo potesse lasciare l'Unione Sovietica. Fu costretto a percorrere a piedi parte del percorso di 150 chilometri dal villaggio fino a Irkutsk. Secondo le memorie dei contemporanei, a Irkutsk gli fu inviato un uomo che trovò il vescovo alla stazione esausto e delirante. Il 6 marzo 1934 giunsero a Leningrado ma il vescovo si rifiutò di lasciare il suo gregge e accettò di andarsene solo dopo essere stato convinto della necessità di recarsi a Roma per informare il papa della persecuzione dei cattolici in Unione Sovietica. Tuttavia, lo stato di salute del vescovo rese impossibile un viaggio del genere.
Giunto a Varsavia venne trasportato direttamente dal vagone alla clinica delle suore elisabettine, dove morì il 17 gennaio 1935 all'età di 73 anni. Inizialmente fu sepolto nella cripta della cattedrale di Varsavia. Nel 1961 le sue spoglie furono trasferite nella tomba dei vescovi ausiliari del cimitero Powązki di Varsavia.

## Genealogia episcopale e successione apostolica
La genealogia episcopale è:
- Cardinale Scipione Rebiba
- Cardinale Giulio Antonio Santori
- Cardinale Girolamo Bernerio, O.P.
- Arcivescovo Galeazzo Sanvitale
- Cardinale Ludovico Ludovisi
- Cardinale Luigi Caetani
- Cardinale Ulderico Carpegna
- Cardinale Paluzzo Paluzzi Altieri degli Albertoni
- Papa Benedetto XIII
- Papa Benedetto XIV
- Papa Clemente XIII
- Cardinale Marcantonio Colonna
- Cardinale Giacinto Sigismondo Gerdil, B.
- Cardinale Giulio Maria della Somaglia
- Cardinale Carlo Odescalchi, S.I.
- Cardinale Costantino Patrizi Naro
- Cardinale Lucido Maria Parocchi
- Papa Pio X
- Papa Benedetto XV
- Papa Pio XII
- Vescovo Michel d'Herbigny, S.I.
- Vescovo Antoni Malecki

La successione apostolica è:
- Arcivescovo Teofilius Matulionis (1929)